# Coupe d'Irlande de football 1941-1942
Navigation
Édition précédente Édition suivante
La Coupe d'Irlande de football 1941-1942, en anglais The Football Association of Ireland Challenge Cup, est la 21e édition de la Coupe d'Irlande de football organisée par la Fédération d'Irlande de football. La compétition commence le 8 février 1942, pour se terminer le 26 avril 1942. Le Dundalk Football Club remporte pour la première fois la compétition en battant en finale le tenant du titre Cork United. 

## Organisation
La compétition rassemble seulement douze clubs. Dix évoluent dans le championnat d'Irlande, deux sont invitées : Cork Bohemians Football Club et Distillery. Quatre équipes sont tirées au sort et sont exemptes du premier tour.
Les matchs ont lieu sur le terrain du premier nommé. En cas d'égalité un match d'appui est organisé sur le terrain du deuxième tiré au sort.

## Premier tour
Les matchs se déroulent le 8 février 1942. Quatre équipes sont exemptes du premier tour par tirage au sort : Bray Unknowns, Drumcondra Football Club, Saint James's Gate Football Club et Shelbourne FC.
| Club recevant          | Score | Club visiteur | Date           |
| ---------------------- | ----- | ------------- | -------------- |
| Cork Bohemians         | 2-5   | Cork United   | 8 février 1942 |
| Dundalk Football Club  | 2-1   | Distillery    | 8 février      |
| Limerick Football Club | 1-2   | Bohemian FC   | 8 février      |
| Shamrock Rovers        | 3-1   | Brideville FC | 8 février      |

## Deuxième tour
Les matchs se déroulent les 29 février et 1er mars 1942. Les matchs d'appui les 4 et 5 mars 1942.
| Club recevant   | Score | Club visiteur                    | Date            |
| --------------- | ----- | -------------------------------- | --------------- |
| Shelbourne FC   | 1-2   | Dundalk Football Club            | 28 février 1942 |
| Bray Unknowns   | 3-3   | Shamrock Rovers                  | 1 mars          |
| Shamrock Rovers | 6-1   | Bray Unknowns                    | 5 mars          |
| Cork United     | 1-2   | Saint James's Gate Football Club | 1er mars        |
| Drumcondra FC   | 2-2   | Bohemian FC                      | 1er mars        |
| Bohemian FC     | 1-3   | Drumcondra FC                    | 4 mars          |

## Demi-finales
Les matchs se déroulent les 5 et 12 avril 1942. Le match d'appui se déroule le 8 avril.
| Première demi-finale | Shamrock Rovers | 1-1 | Dundalk Football Club | Dalymount Park, Dublin |  |
| 5 avril 1942         | Paddy Coad      |     | Sammy McCartney       |                        |  |

| Première demi-finale, match d'appui | Dundalk Football Club    | 2-1 | Shamrock Rovers | Dalymount Park, Dublin |  |
| 8 avril 1942                        | Paddy Barlow · Art Kelly |     | Paddy Coad      |                        |  |

| Deuxième demi-finale | Cork United Football Club | 4-2 | Drumcondra Football Club | Dalymount Park, Dublin |  |
| 12 avril 1942        | Sean McCarthy             |     | Ward                     |                        |  |

## Finale
La finale a lieu le 26 avril 1942. Elle se déroule devant 34 298 spectateurs rassemblés dans le Dalymount Park à Dublin. Dundalk Football Club remporte sa toute première Coupe d'Irlande. Dundalk bat en finale le tenant du titre et doubles champions d'Irlande le Cork United Football Club.
| Finale        | Dundalk Football Club | 3-1     | Cork United Football Club | Dalymount Park, Dublin                             |                                                    |
| 26 avril 1942 | Art Kelly 57e 70e · Johnny Lavery 84e | (0-0)   | Jack O'Reilly 52e | Spectateurs : 34 298 Arbitrage : T. Dwyer (Dublin) | Spectateurs : 34 298 Arbitrage : T. Dwyer (Dublin) |
| 26 avril 1942 | Gerry Matier, Billy O'Neill, Tom Crawley, Joey Donnelly, Johnny 'Hec' Leathem, Franck Grice, Paddy Barlow, Jimmy McArdle, Art Kelly, Johnny Lavery, Sammy McCartney. | Équipes | Jimmy 'Fox' Foley, Billy Hayes, Paddy Duffy, Johnny McGowan, Jerry O'Riordan, Richie Noonan, Jack O'Reilly, Florrie Burke, Sean McCarthy, Liam O'Neill, Owen Madden. | Spectateurs : 34 298 Arbitrage : T. Dwyer (Dublin) | Spectateurs : 34 298 Arbitrage : T. Dwyer (Dublin) |